# Raionul Arciz
Raionul Arciz este unul din cele 26 raioane administrative din regiunea Odesa din Ucraina, cu reședința în orașul Arciz. A fost înființat în 1940, fiind inclus în componența RSS Ucrainene. Începând din anul 1991, acest raion face parte din Ucraina independentă. Este unul din cele 9 raioane ale regiunii care se află în Bugeac.
Cel mai numeros grup etnic al raionului este cel al bulgarilor (39%). Comunitatea românească are o pondere de 6% în raion. Românii sunt grupați în principal în Tașlâc - singura localitate încă majoritar românească.

## Demografie

### Numărul populației la 1 ianuarie
| 2013    | 2014    | 2015    |
| ------- | ------- | ------- |
| ▼46.027 | ▼45.704 | ▼45.400 |

- Sursă:[2]

### Structura lingvistică
Componența lingvistică a raionului Arciz
     Rusă (42,79%)
     Bulgară (33,98%)
     Ucraineană (18,24%)
     Română (3,08%)
     Alte limbi (0,78%)
Conform recensământului din 2001, nu exista o limbă vorbită de majoritatea populației, aceasta fiind compusă din vorbitori de rusă (42,79%), bulgară (33,98%), ucraineană (18,24%) și română (3,08%).